# Carlo Carrà
Carlo Carrà [ˈkarlo karˈra] Quargnento, 11 de febrero de 1881 - Milán, 13 de abril de 1966) fue un pintor italiano, uno de los líderes del movimiento futurista junto con Marinetti, que floreció en Italia a principios del siglo XX. Además de sus numerosas pinturas, escribió diversos libros relacionados con el arte.
A los doce años se marchó de casa para trabajar como pintor de murales. En 1899, Carrà estuvo en París decorando diversos pabellones para la Exposición Universal. Después pasó algunos años en Londres donde mantuvo contacto con algunos exiliados anarquistas italianos. Regresó a Milán en 1901. En 1906 entró en la Accademia di Brera, donde estudió con Cesare Tallone. En 1910 inició una época pictórica considerada como la más popular del artista.
La época futurista terminó coincidiendo con el inicio de la Primera Guerra Mundial. Su trabajo empezó a ser más claro en formas y estilo. En los 20 y 30 inició un periodo más sombrío. Un ejemplo de esta época es su pintura Mañana en el mar (1928).
Su obra más famosa es Funeral por el anarquista Galli de 1911. El propio Carrà fue anarquista durante su juventud aunque luego se convirtió en ultranacionalista.
- Datos: Q168496
- Multimedia: Carlo Carrà / Q168496